# День восстановления Литовского государства

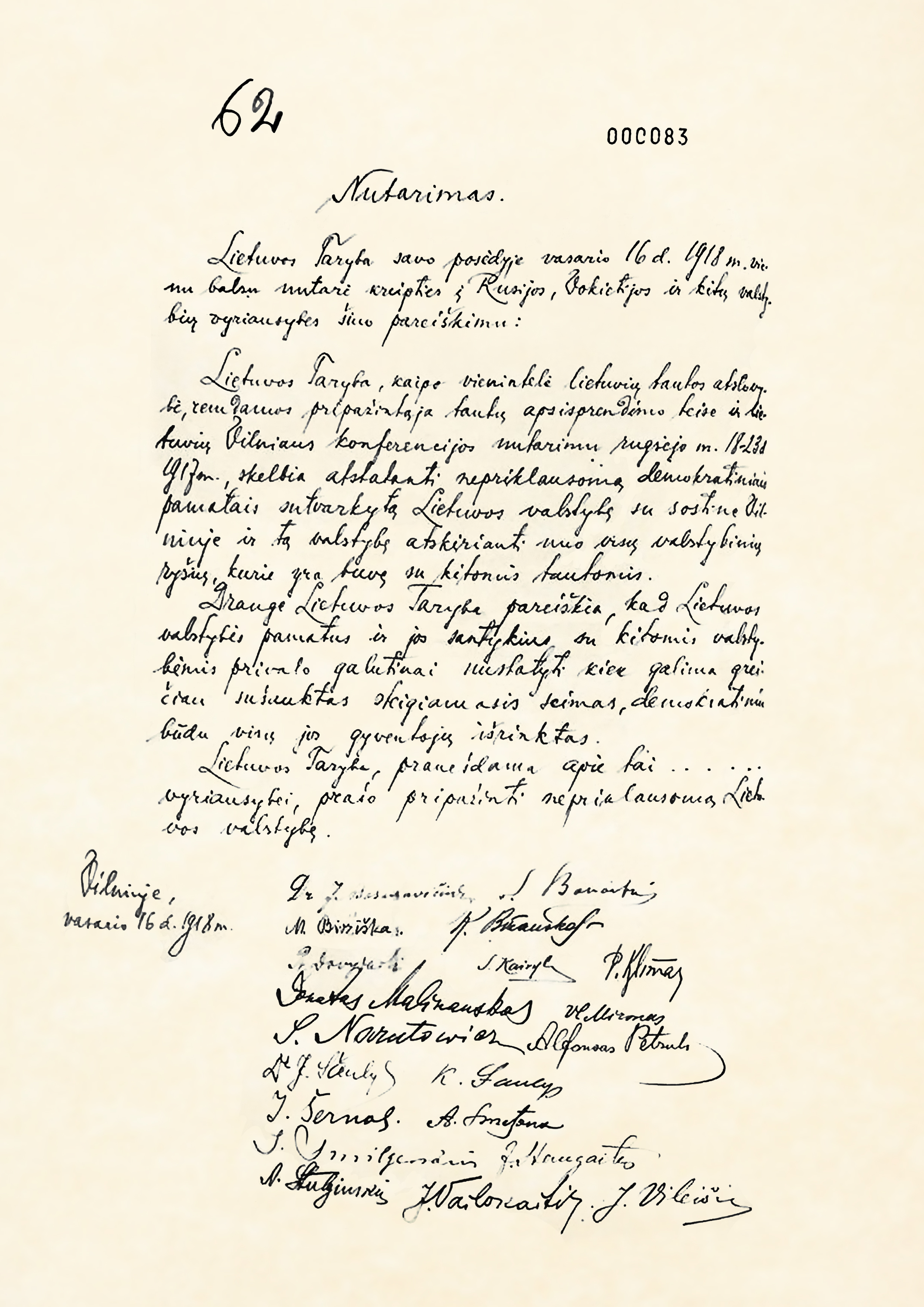
Акт о независимости Литвы

День восстановления Литовского государства (лит. Lietuvos valstybės atkūrimo diena) — государственный праздник Литвы, отмечаемый 16 февраля. Нерабочий праздничный день.
В условиях немецкой оккупации Литвы (территория Ober Ost) 16 февраля 1918 года Литовская Тариба составила и подписала «Акт о независимости Литвы», провозгласивший восстановление независимого демократического Литовского государства.
26 сентября 1940 года бюро ЦК ЛКП(б) запретило празднование 16 февраля. Те, кто отказывался подчиняться, подвергались преследованиям. 11 марта 1990 года Верховный Совет Литовской Республики принял акт «О восстановлении Литовского государства», который гласит:
Акт Литовского Совета о Независимости от 16 февраля 1918 года и Резолюция Учредительного Сейма от 15 мая 1920 года о восстановлении демократического Литовского государства никогда не утрачивали правовой силы и являются конституционной основой Литовского государства.
Законом Литовской Республики «О праздничных днях» от 25 октября 1990 года (Вед. 1990 г., № 31-757) 16 февраля объявлено нерабочим праздничным днём.